# Nové Butovice

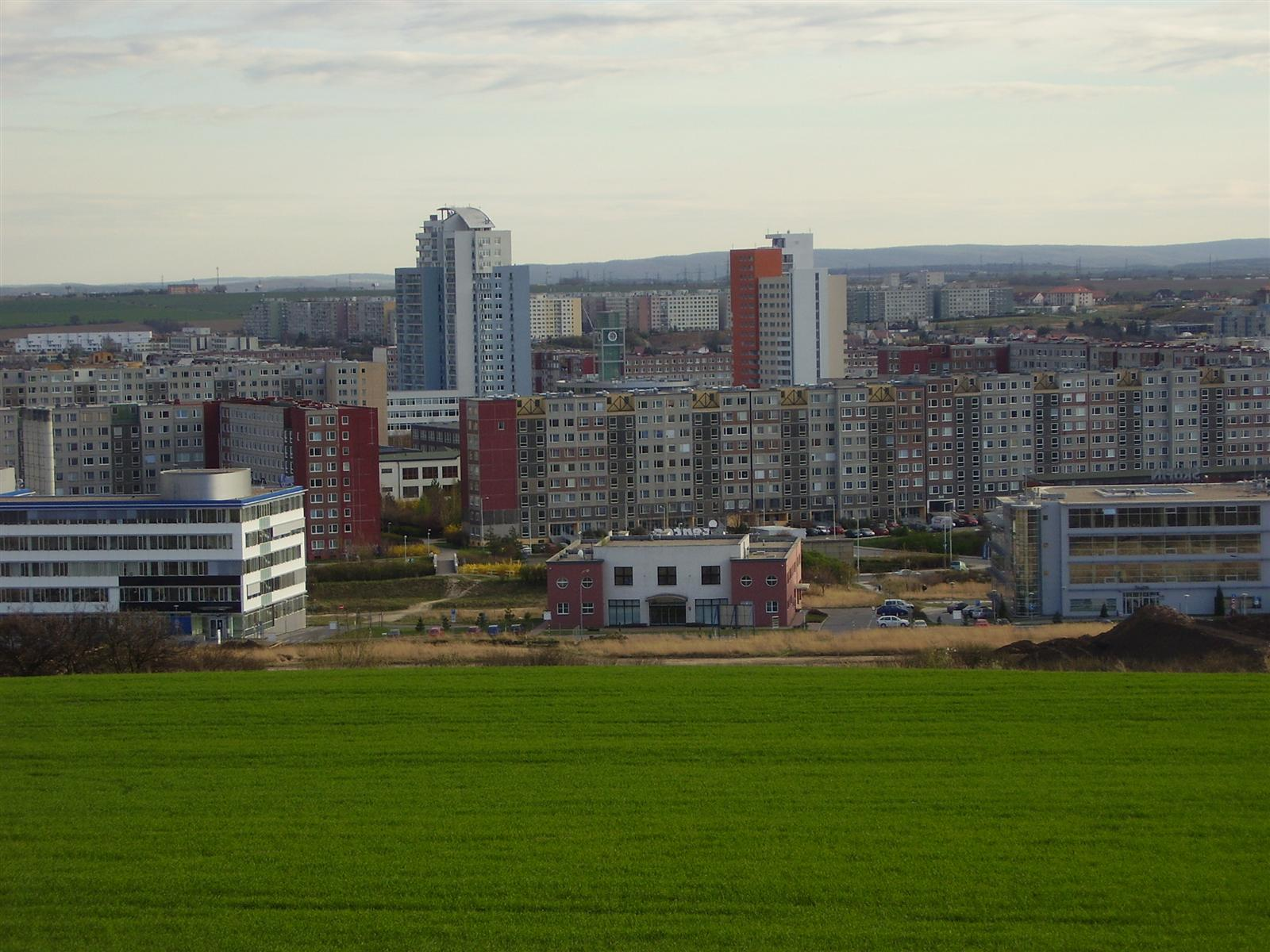
Widok na Nové Butovice

Nové Butovice – nazwa osiedla w Pradze 13, we wschodniej części kompleksu mieszkalnego Miasto Południowo-Zachodnie (Jihozápadní Město). Składa się głównie z bloków z wielkiej płyty, zbudowanych w drugiej połowie lat 80 i na początku lat 90 XX wieku.
Na skraju osiedla jest stacja metra Nové Butovice.